# Cometa Encke
O Cometa Encke oficialmente denominado de 2P/Encke, tem seu afélio próximo a órbita de Júpiter. O periélio esta dentro da órbita de Mercúrio. Foi o segundo cometa periódico descoberto, após o cometa Halley. tem um núcleo estimado de 4,8 km.
Este cometa tem o menor período de translação conhecido, aproximadamente 3,31 anos. Em razão da sua inusitada órbita não-parabólica, as tentativas iniciais de calcular seus elementos esbarraram em dificuldades.
O cometa Encke é um asteroide antigo, escuro e aparentemente rígido. Destaca-se por apresentar um brilho menor a cada nova órbita em torno do Sol. Seria um corpo celeste que se encontra em transição de cometa para asteroide. Devido a sua trajetória ser de período muito curto, com suas frequentes passagens junto ao Sol, este cometa já teria perdido a maior parte de seu material volátil.
O cometa foi descoberto em 17 de Janeiro de 1786 por Pierre Méchain em Paris, França, quando ele pesquisava por cometa na região de Aquário. Méchain afirmou na época que o cometa apresentava um brilho médio e que sua cauda era estreita e de brilho fraco e pela astrônoma britânica Caroline Herschel em 1795.
Por volta de 1818, o cientista alemão Carl Friedrich Gauss desenvolveu um método para calcular as órbitas dos asteroides e o astrônomo alemão Johann Franz Encke (1791-1865) aplicou-o às observações que Jean-Louis Pons fizera sobre um cometa em novembro e dezembro daquele ano. Como o período era muito curto. Ele observou que um determinado cometa descoberto em 1786, 1795, 1805, e 1818 era um mesmo cometa.
Em 1819 publicou suas conclusões no jornal Correspondance astronomique, e suas predições estavam corretas quando o cometa retornou em 1822.
O cometa recebeu este nome em honra de Johann Franz Encke. Ele foi um astrônomo que descobriu a existência dos cometas de período curto. Não é comum que seja dado o nome ao cometa para quem calculou a sua órbita, mas sim para quem o descobriu. É um dos poucos cometas a não dever o nome a seu descobridor, mas sim ao astrônomo que previu seu retorno com precisão.
O cometa Encke já foi observado mais de 54 vezes.
A sonda CONTOUR ou Comet Nucleus Tour tinha por missão pesquisar em um encontro de 12 de Novembro de 2003. Mas a NASA perdeu o contato com a sonda em 15 de Agosto, seis semanas após o seu lançamento e a missão foi posteriormente considerada perdida.